# Mildensborg
Mildensborg är en ort öster om Tungelsta i Västerhaninge socken i Haninge kommun, Stockholms län. SCB har sedan 2000 för bebyggelsen avgränsat en småort, namnsatt till Stav och Mildensborg (norra delen) eller endast Mildensborg. 2015 avgränsades en småort nordost om kallad Stav östra.